# BORG Eisenerz
Das BORG Eisenerz ist ein Bundesoberstufenrealgymnasium mit sportlichem und musisch-kreativem Schwerpunkten in der Stadtgemeinde Eisenerz, im Bezirk Leoben, in der Steiermark. Die einzügige Schule umfasst etwa 100 Schülerinnen und Schüler in vier Klassenstufen, die von 21 Lehrerinnen und Lehrern unterrichtet werden.

## Geschichte
Der Bau einer Schule wurde 1964 vom damaligen Unterrichtsminister Theodor Piffl-Perčević dem Landeshauptmann-Stellvertreter Hanns Koren genehmigt, womit die Bemühungen des Eisenerzer Bürgermeisters Fritz Moll Früchte trugen.
Ab September 1967, dem ersten Schuljahr, wurde die Schule als Expositur des BG/BRG Leoben geführt. Ab 1968 bestand die Nennung Musisch-Pädagogisches BRG Eisenerz und ab 1976 als Bundesoberstufenrealgymnasium Eisenerz.
Unterrichtet wurde zunächst in der ehemaligen Volksschule in Münichtal und ab den 90er Jahren im heutigen Gebäudekomplex, in dem auch die Bundeshandelsakademie und Bundeshandelsschule Eisenerz untergebracht ist. Seit 2014 werden von BORG Eisenerz auch vier dislozierte Klassen in Leoben geführt.

## Leitung
- 1980–1999 Eike Neuer (1938–2017)[3]
- 1999–2011 Gustav Jäckel
- 2012–2014 Josef Laure
- 2014–2019 Eva Tomaschek
- seit 2019 Petra Nömayer[1]

## Bekannte Schüler
- Hannes Arch (1967–2016), Kunstflug-Pilot
- Dieter Bornemann (* 1967), Journalist, Moderator und Fotograf
- Christine Brunnsteiner (* 1954), Moderatorin und Autorin
- Johannes Silberschneider (* 1958), Schauspieler
- Joachim Standfest (* 1980), Fußballer
- Thomas Stipsits (* 1983), Kabarettist
- Odo Wöhry (* 1956), Politiker